# Branka Pereglin
Branka Pereglin (Budinščina, 1. veljače 1964.), reprezentativka Hrvatske u streljaštvu.
Članica Streljačkog društva "Dubrava 1094" iz Dubrave. Svakako najbolji strijelac Hrvatske samostrelom i najbolja samostrelašica svijeta uopće po rezultatima i osvojenim medaljama na najvećim natjecanjima. 

## Športska karijera
Streljaštvom se počela baviti 1983. godine u gađanju puškom, gdje je osvojila mnoge medalje na prvenstvima Hrvatske i bivše države (prvakinja Hrvatske 1986. serijskom zračnom puškom i 1987. standardnom zračnom puškom, te doprvakinja bivše države serijskom zračnom puškom 1984. za juniorke). 
1994. godine počela se baviti gađanjem samostrelom field gdje je postigla najveće uspjehe. Jedanaesterostruka je prvakinja Europe i to:
- 1995. godine u Portugalu
- 1997. godine u Portugalu
- 1999. godine u Hrvatskoj
- 2001. godine u Češkoj
- 2005. godine u Nizozemskoj
- 2007. godine u Rusiji na otvorenom (outdoor)
- 2003. godine u Belgiji
- 2005. godine u Rusiji u dvorani (indoor) na 18 metara.
- 2007. godine u Rusiji
- 2009. godine u Hrvatskoj
- 2011. godine u Mađarskoj

Četverostruka je prvakinja svijeta i to:
- 1996. godine na Tajvanu
- 1998. godine u Mađarskoj
- 2002. godine u Hrvatskoj
- 2004. godine u Češkoj
- te doprvakinja svijeta 2000. godine na Novom Zelandu, 2006. godine u Austriji i 2010. godine u Francuskoj, a brončanu medalju osvojila je 2008. godine u Švicarskoj.

Postavljala je rekorde 17 puta, jednom je izjednačila svjetski rekord, 4 puta europske rekorde te je 51 puta postavila i 9 puta izjednačila državne rekorde na otvorenom. U dvorani na 18m 8 puta je postavila, a 6 puta izjednačila državne rekorde. Vlasnica je 5 (od 6) svjetskih rekorda te svih državnih (6) rekorda na otvorenom te europskih (4) i 5 državnih rekorda u dvorani. 
Osvojila je mnoge Euro-kupove i međunarodna prvenstva (do 31. prosinca 2007. pobijedila je 105 puta u 133 nastupa samostrelom u karijeri), a kao članica državne reprezentacije 8 svjetskih i 8 europskih momčadskih medalja. Ukupno je osvojila (momčadski i pojedinačno) 31 medalju na prvenstvima svijeta i Europe samostrelom field (15 svjetskih i 16 europskih medalja). 
Od 2001. do 2003. godine bavila se i trećim sportom u karijeri – streličarstvom i to u olimpijskom luku, te je osvojila brončanu medalju na prvenstvu Hrvatske u dvorani (2001.) uz još nekoliko medalja na domaćim turnirima. Za reprezentaciju Hrvatske samostrelom field nastupila je 50 puta. Osvojila je titulu “Međunarodni majstor strijelac” 1996. godine te status vrhunske športašice 1. kategorije. 
Odlikovana je "Redom Danice hrvatske" likom Franje Bučara odlukom Predsjednika Republike 2001. godine, te je dobila Godišnju nagradu "Franjo Bučar" od MIPS-a 2003. godine. Najboljim strijelcem Hrvatske proglašena je 11 puta u disciplini samostrela. Sa Sanjom Komar,  Nikolinom Krivanek i Tihanom Odlešić proglašena je najboljom športskom ekipom Hrvatske za 2002. 2004. i 2007. godinu u izboru Hrvatskog olimpijskog odbora, te 2004. u anketi Sportskih novosti, a po glasovima novinara iz 58 novinskih, radijskih i televizijskih redakcija. U anketi Sportskih novosti za najbolju sportašicu Hrvatske, a po glasovima novinara iz cijele Hrvatske, u posljednjih nekoliko godine bila je među najboljim hrvatskim sportašicama, (1996. godine 2. mjesto).

### Svjetski rekordi
= označava izjednačenje svjetskog rekorda
v - na otvorenom
3x - ekipno
| Disciplina  | Disciplina | Rezultat | Datum i mjesto |      |  |
| ----------- | ---------- | -------- | -------------- | ---- |  |
| IR 1800 & F | —          | Rezultat | Datum i mjesto | 1861 |  |
| IR 1800     | —          | 1762     |                |      |  |
| IR 900 (v)  | —          | 882      |                |      |  |
| —           | IR 65m     | 290      |                |      |  |
| —           | IR 50m     | 298      |                |      |  |
| —           | IR 35m     | 298      |                |      |  |
| 3x IR 900   | —          | 2573     |                |      |  |
| 3x IR 1800  | —          | 5126     |                |      |  |
|             |            |          |                |      |  |
|             |            |          |                |      |  |
|             |            |          |                |      |  |
|             |            |          |                |      |  |
|             |            |          |                |      |  |
|             |            |          |                |      |  |
|             |            |          |                |      |  |
|             |            |          |                |      |  |
|             |            |          |                |      |  |

## Osobni život
Muž Branko Pereglin bio je dio hrvatske samostrelske field reprezentacije s kojom je osvojio ekipnu srebrnu medalju na svjetskom prvenstvu. Djeca Domagoj i Valentina svjetski su prvaci i svjetski rekorderi u field samostrelu.